# Пивоварова Ольга Йосипівна
Ольга Йосипівна Пивоварова (нар. 29 січня 1959, Свердловськ, Ворошиловградська область, Українська РСР) — українська радянська веслувальниця, срібна призерка Олімпійських ігор 1980 року, чемпіонка світу. Заслужений майстер спорту СРСР з академічного веслування.

## Виступи на Олімпіадах
| Олімпіада   | Дисципліна | Місце |
| ----------- | ---------- | ----- |
| Москва 1980 | вісімки    | 2     |